# Chiesa di Sant'Alessandro (Barzio)
La chiesa di Sant'Alessandro è il principale luogo di culto cattolico di Barzio, in Valsassina, sede dell'omonima parrocchia dell'Arcidiocesi di Milano, facente parte del Decanato di Primaluna, nella Zona pastorale III di Lecco.

## Storia
Nel XV secolo, la chiesa di Sant'Alessandro fu elevata alla dignità di chiesa parrocchiale, che fino ad allora era stata della chiesa di San Giovanni. L'edificio subì negli anni una serie di restauri che però non ne alterarono le caratteristiche originarie: nel XVII e nel XVIII secolo, infatti, fu arricchito con decorazioni di gusto barocco. Nel XIX secolo venne ampliato e restaurato in stile neoclassico.
Tra il 1932 e il 1933, la chiesa è stata oggetto di un radicale restauro che ne ha cambiato l'orientamento, con la costruzione di una nuova facciata in luogo dell'abside originaria. Venne edificato anche un nuovo capocroce, con crociera coperta da cupola. Della vecchia chiesa furono mantenute la navata con le cappelle laterali e la torre campanaria. Il nuovo altare maggiore è stato consacrato il 10 settembre 1933 dal cardinale Alfredo Ildefonso Schuster, arcivescovo di Milano.

## Descrizione

### Esterno
La chiesa di Sant'Alessandro sorge nel centro del paese di Barzio, in via Parrocchiale.
La facciata della chiesa è caratterizzata da un portico semicircolare poggiante su colonne tuscaniche, posto in cima ad una breve scalinata. Sotto il portico si apre l'unico portale, sormontato da una lunetta raffigurante Sant'Alessandro a cavallo. I due battenti bronzei sono opera di Pietro Maggioni e furono realizzati nel 1985, in occasione del bicentenario della nascita di Alessandro Manzoni, la cui famiglia era di Barzio. Al di sopra del portico, vi è una finestra a falce di luna, al centro della quale vi è la dicitura dedicatoria della chiesa:
(Dedica)
La facciata è coronata da un timpano triangolare.
Alla destra della facciata sorge la torre campanaria settecentesca. A pianta quadrata, è sormontata da una cupoletta semisferica. La cella campanaria, che accoglie il concerto di campane, si apre su ciascun lato con una monofora con arco a tutto sesto, posta al disopra del quadrante dell'orologio.

### Interno
L'interno della chiesa di Sant'Alessandro presenta una pianta a croce latina.
Il piedicroce è costituito dall'unica navata, a pianta rettangolare, coperta con volta a botte; quest'ultima è affrescata dal pittore milanese, Mario Albertella, esponente di una famiglia di artisti da generazioni nel 1946, con lacunari esagonali e romboidali e con Scene della vita di Gesù. Sulle due pareti laterali della navata, intervallati da coppie di lesene tuscaniche, si trovano dei grandi archi a tutto sesto che danno su altrettante cappelle.
Il capocroce è introdotto dalla crociera, a pianta ottagonale, coperta da cupola semisferica priva di tamburo e lanterna. Ciascuno dei quattro pennacchi è affrescato con l'immagine di uno degli Evangelisti. Sulla crociera danno tre absidi; mentre le due laterali costituiscono il transetto, l'abside centrale, in asse con la navata, è interamente occupata dal presbiterio e accoglie, al centro, l'altare maggiore in marmi policromi. Alle sue spalle, la parete fondale, decorata da un affresco raffigurante l'Ultima Cena, realizzata sempre da Mario Albertella nel 1946.
Tra le opere conservate nell'archivio parrocchiale si annoverano un messale ambrosiano del 1768 (stampato su approvazione di Giuseppe Pozzobonelli), e una a ristampa, datata 1723, di un analogo messale del 1692.

### Organo a canne
Nell'abside di sinistra, si trova l'organo a canne Mascioni opus 1016, costruito nel 1978.
Lo strumento è racchiuso all'interno di un'articolata cassa lignea di fattura geometrica, con mostra composta da canne di principale.
L'organo è a trasmissione mista, meccanica per i manuali e il pedale ed elettrica per i registri e le combinazioni, ed ha 38 registri per un totale di 2633 canne. La consolle è a finestra ed è posta al centro del prospetto. Essa conta tre tastiere di 61 note ciascuna e pedaliera concavo-radiale di 32 note. I registri e le unioni sono azionati da placchette a bilico con nomi incisi poste ai due lati delle tastiere, su più file.